# Madonna z Dzieciątkiem i świętymi (Rosso Fiorentino)
Madonna z Dzieciątkiem i świętymi (wł. Pala dello Spedalingo) – obraz włoskiego malarza, przedstawiciela manieryzmu, Rossa Fiorentina.

## Historia obrazu
Obraz został namalowany na zlecenie Leonarda Buonafede, rektora szpitala Santa Maria Nuova we Florencji, na mocy umowy zlecenia z 30 stycznia 1518 roku. Obraz miał zostać wystawiony w kaplicy Ognissanti, jednakże nigdy tam nie trafił. Powodem był sposób przedstawienia postaci przez malarza. Fiorentino miał w zwyczaju przedstawiać postacie o przejaskrawionych rysach twarzy, przypominające często postacie diabelskie. Na początku XVI wieku obraz trafił do kościoła Santo Stefano w Grezzano a Val di Sieve. Obecnie znajduje się w Galerii Uffizi.

## Opis obrazu
Obraz przedstawia Matkę Boską z Dzieciątkiem w otoczeniu świętych. Pierwotnie byli to Jan Chrzciciel (patron kaplicy Ognissanti), św. Hieronim, św. Benedykt i św. Wawrzyniec (patron zleceniodawcy, rektora Buonafede). Po przeniesieniu obrazu do kościoła, Rosso naniósł poprawki w kompozycji obrazu zastępując św. Benedykta i św. Wawrzyńca dwoma innym świętymi – św. Antonim i św. Szczepanem. Ten ostatni został przedstawiony z kamieniem wbitym w czoło, co przypominało o jego śmierci przez ukamienowanie. Zmiany zostały podyktowane nowym miejscem przeznaczenia obrazu. Święty Szczepan był patronem kościoła Santo Stefano, a Antoni związany był z pobliskimi wzgórzami.